# Gund
Gund fou un petit estat tributari protegit del Panjab, tributari del rajà de Keonthal. A la darreria del segle xix tenia una superfície de 3 milles quadrades, aproximadament un miler d'habitants i uns ingressos estimats de 100 lliures esterlines.